# 西上田駅

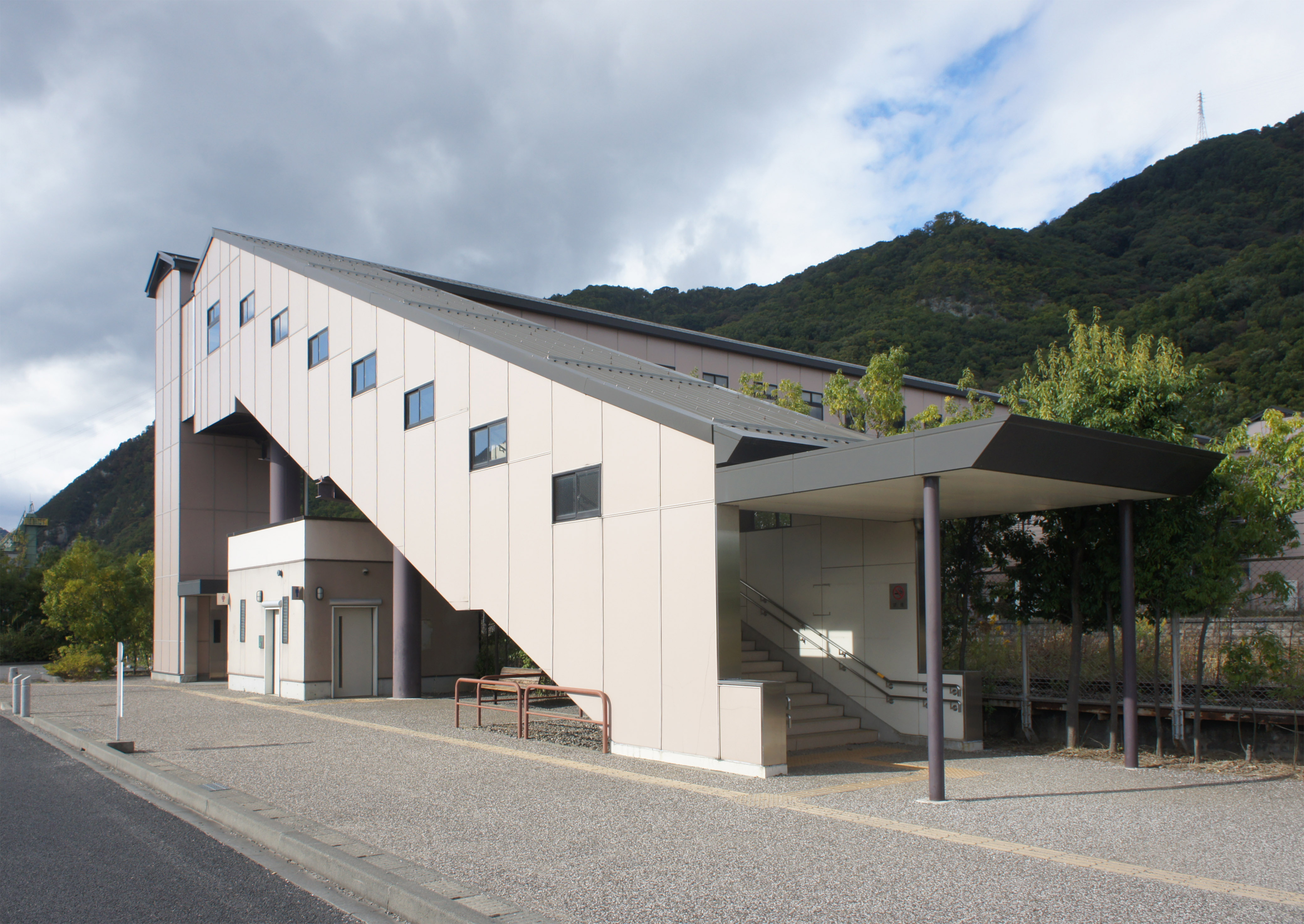
南口（2021年10月）

西上田駅（にしうえだえき）は、長野県上田市下塩尻にある、しなの鉄道・日本貨物鉄道（JR貨物）しなの鉄道線の駅である。

## 概要
上田市中心部にある上田駅の1つ西側の駅で、同市塩尻地区に位置する。
長野県内の軽井沢駅 - 篠ノ井駅間を結ぶ鉄道路線・しなの鉄道線の中間駅で、しなの鉄道の旅客駅と言う側面と、JR貨物の貨物駅と言う側面を併せ持つ。しなの鉄道線は、全線に渡ってしなの鉄道が施設を保有する第一種鉄道事業者で、当駅 - 篠ノ井駅間ではJR貨物がそれを借りて列車を運行する第二種鉄道事業者となっている。元々は、高崎駅（群馬県）と新潟駅（新潟県）を結ぶ信越本線の駅で、1987年の国鉄分割民営化では東日本旅客鉄道（JR東日本）とJR貨物に継承されたが、1997年に信越本線の一部区間がしなの鉄道に移管されたため、JR東日本に代わってしなの鉄道の駅に移行した。
1920年 - 1956年までは北塩尻駅（きたしおじりえき）と称した。

## 歴史
- 1920年（大正9年）6月1日：鉄道省信越本線の北塩尻駅（きたしおじりえき）として開設[1][2]。
- 1956年（昭和31年）4月10日：西上田駅（にしうえだえき）に改称[1]。
- 1967年（昭和42年）10月1日：日本オイルターミナル上田営業所営業開始。
- 1978年（昭和53年）9月22日：日本オイルターミナル専用線発着を除く車扱貨物取扱廃止[2]。
- 1984年（昭和59年）2月1日：荷物扱い廃止[2]。
- 1987年（昭和62年）4月1日：国鉄分割民営化に伴い、東日本旅客鉄道（JR東日本）・日本貨物鉄道（JR貨物）の駅となる[2]。
- 1994年（平成6年）10月9日：構内のモービル石油（現・ENEOS）のガソリンタンクが爆発炎上し、3名が死亡する事故が発生[3]。
- 1997年（平成9年）10月1日：北陸新幹線開業に伴い、信越本線の一部がしなの鉄道に転換、JR東日本の駅はしなの鉄道の駅となる[2]。
- 2003年（平成15年）3月18日：駅を南北に結ぶ自由通路供用開始[1]（同月27日、古屋敷踏切廃止）。
- 2011年（平成23年）3月31日：日本オイルターミナル上田営業所が営業終了[4]。
- 2022年（令和4年）4月：土曜・休日を無人化[5]。
- 2026年（令和8年）春季：交通系ICカード「Suica」利用サービス開始（予定）[6]。

## 駅構造
島式ホーム・単式ホーム混合2面3線を有する地上駅。ホーム間は跨線橋で連絡している。しなの鉄道社員配置駅で、営業時間は平日のみ7時10分 - 8時40分。駅舎には自動券売機が設置されている。木造駅舎を備える。

### のりば
| 番線 | 路線          | 方向           | 行先           |
| ---- | ------------- | -------------- | -------------- |
| 1    | ■しなの鉄道線 | 上り           | 軽井沢方面     |
| 2    | ■しなの鉄道線 | （予備ホーム） | （予備ホーム） |
| 3    | ■しなの鉄道線 | 下り           | 長野方面       |

（出典：しなの鉄道:駅構内マップ）
- 2017年10月現在、2番線を発着する定期列車は無い。なお、貨物取扱廃止までは貨物列車発着に使用されていた。

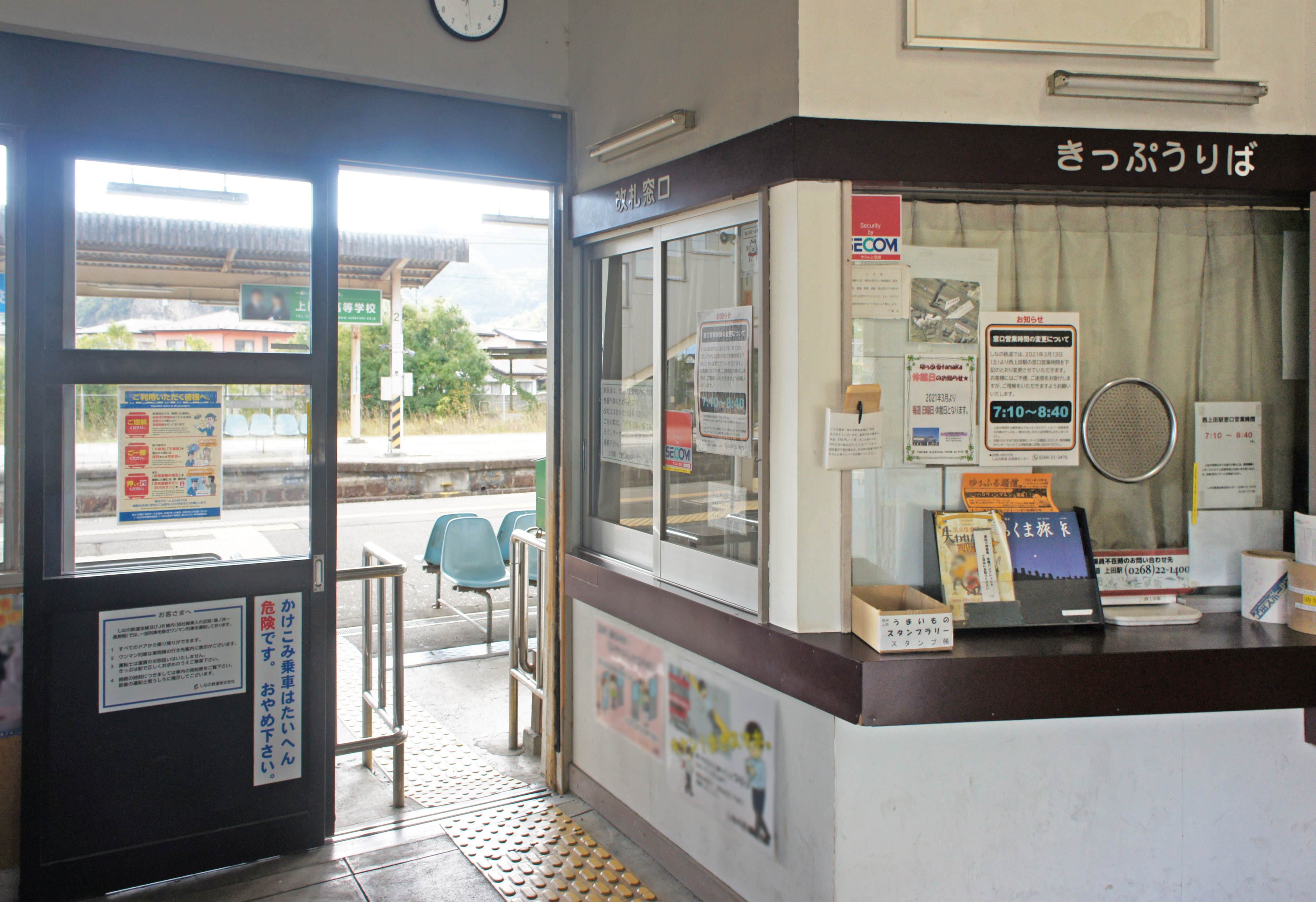
改札口（2021年10月）
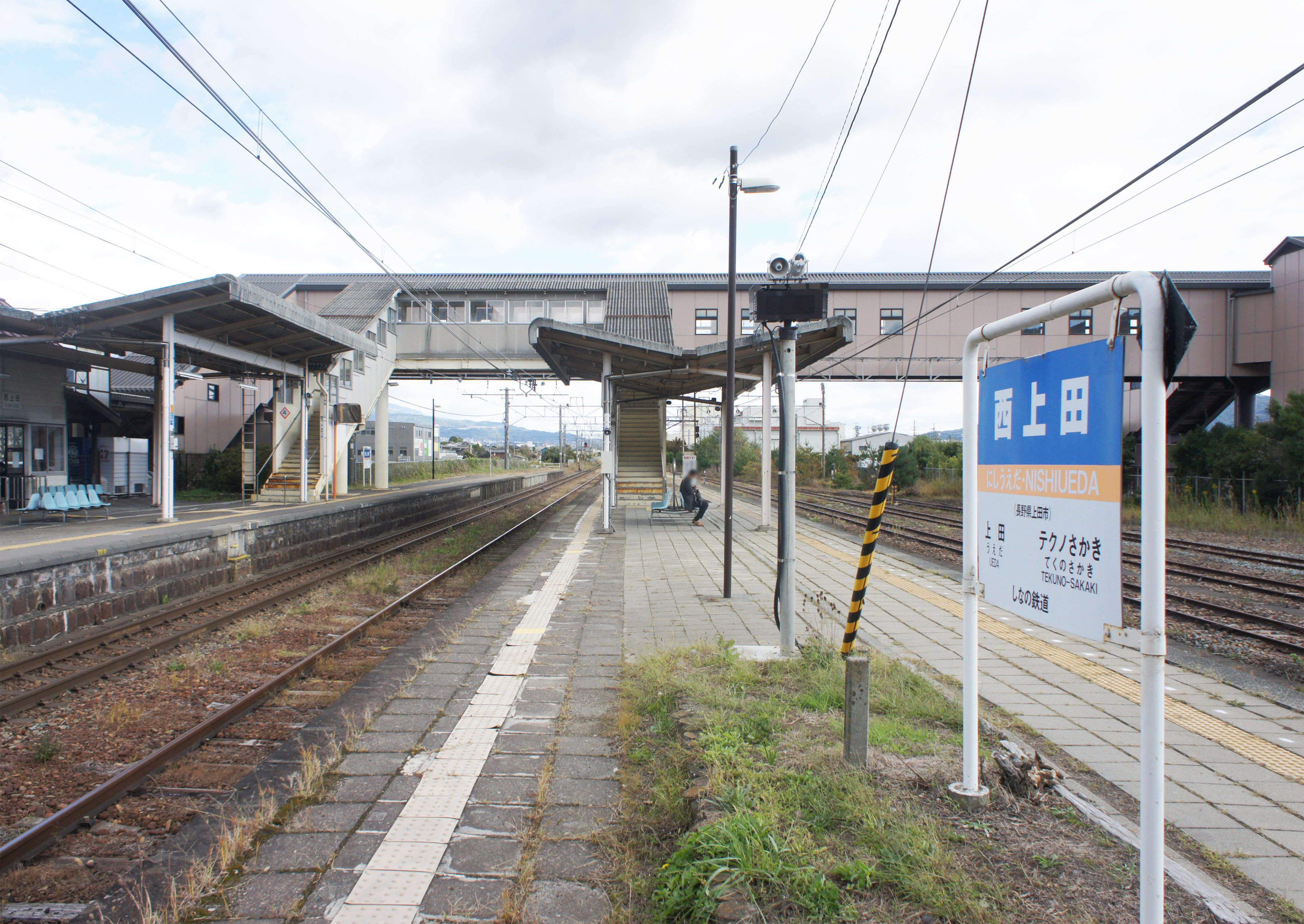
ホーム（2021年10月）

### 貨物用施設

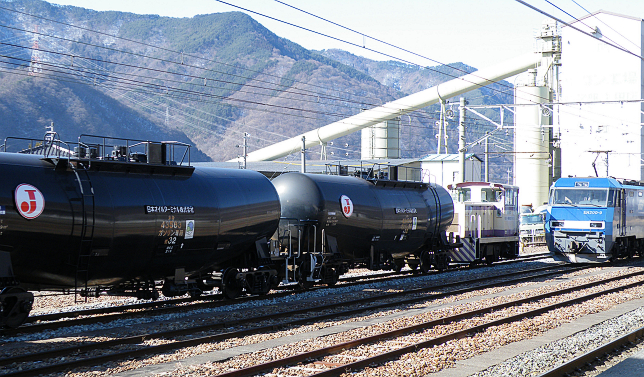
着発線へ移動するタキ車。右奥にあるのは、住友大阪セメント西上田SSに隣接する生コン工場
（2009年1月）

現在、JR貨物の駅は臨時車扱貨物取扱駅（通年休止駅）であり、定期貨物列車発着は無い。
以前は駅東側に隣接して、日本オイルターミナル (OT) の油槽所（石油の物流基地、事業所名は上田営業所）があり、油槽所荷役線が旅客ホーム南側の側線から分岐していた。油槽所への石油は浮島町駅（神奈川県）に隣接する東燃ゼネラル石油（現・ENEOS）川崎製油所から輸送されており、川崎貨物駅（神奈川県） - 当駅間で1日1往復の専用貨物列車が設定されていた他、季節運行臨時列車設定もあった。これらの輸送は上田営業所営業終了に伴い、2011年3月限りで終了した。
駅西側には住友大阪セメント（旧・住友セメント）のセメント包装所（セメントの物流基地、事業所名は西上田サービスステーション）があるが、以前はこの包装所へのセメント輸送も行われていた。青海駅（新潟県）からのセメント輸送が2001年3月に終了した後も荷役設備の建物が残っており、構内入換用機関車の車庫として用いられている。
1970年及び1983年の専用線一覧表では住友セメントの他にも、三井物産石油（現・JXTGエネルギー）の専用線（モービル石油が第三者利用者となっている）が記載されている。
構内入換作業はJR貨物グループのジェイアール貨物・信州ロジスティクスが受託していた。

## 利用状況

### 旅客
「上田市の統計」によると、2021年度（令和3年度）の1日平均乗車人員は753人である。
2000年度（平成12年度）以降の推移は以下の通り。
| 乗車人員推移       | 乗車人員推移     | 乗車人員推移 |
| 年度               | 1日平均 乗車人員 | 出典         |
| ------------------ | ---------------- | ------------ |
| 2000年（平成12年） | 1,140            | [ 上田 2 ]   |
| 2001年（平成13年） | 1,019            | [ 上田 2 ]   |
| 2002年（平成14年） | 1,030            | [ 上田 2 ]   |
| 2003年（平成15年） | 1,036            | [ 上田 2 ]   |
| 2004年（平成16年） | 1,060            | [ 上田 2 ]   |
| 2005年（平成17年） | 984              | [ 上田 3 ]   |
| 2006年（平成18年） | 962              | [ 上田 3 ]   |
| 2007年（平成19年） | 937              | [ 上田 3 ]   |
| 2008年（平成20年） | 973              | [ 上田 3 ]   |
| 2009年（平成21年） | 918              | [ 上田 3 ]   |
| 2010年（平成22年） | 879              | [ 上田 4 ]   |
| 2011年（平成23年） | 869              | [ 上田 4 ]   |
| 2012年（平成24年） | 863              | [ 上田 4 ]   |
| 2013年（平成25年） | 874              | [ 上田 4 ]   |
| 2014年（平成26年） | 874              | [ 上田 4 ]   |
| 2015年（平成27年） | 904              | [ 上田 5 ]   |
| 2016年（平成28年） | 951              | [ 上田 5 ]   |
| 2017年（平成29年） | 978              | [ 上田 5 ]   |
| 2018年（平成30年） | 978              | [ 上田 5 ]   |
| 2019年（令和元年） | 874              | [ 上田 5 ]   |
| 2020年（令和02年） | 699              | [ 上田 1 ]   |
| 2021年（令和03年） | 753              | [ 上田 1 ]   |

### 貨物
「上田市の統計」によると、2000年度（平成12年度）- 2010年度（平成22年度）の貨物（いずれも車扱貨物）の取扱量の推移は以下のとおりであった。
| 貨物輸送推移       | 貨物輸送推移     | 貨物輸送推移     | 貨物輸送推移 |
| 年度               | 発送 （単位：t） | 到着 （単位：t） | 出典         |
| ------------------ | ---------------- | ---------------- | ------------ |
| 2000年（平成12年） | 28,498           | 288,487          | [ 上田 2 ]   |
| 2001年（平成13年） | 25,289           | 258,832          | [ 上田 2 ]   |
| 2002年（平成14年） | 23,636           | 240,956          | [ 上田 2 ]   |
| 2003年（平成15年） | 22,356           | 228,095          | [ 上田 2 ]   |
| 2004年（平成16年） | 20,232           | 211,071          | [ 上田 2 ]   |
| 2005年（平成17年） | 19,092           | 195,351          | [ 上田 3 ]   |
| 2006年（平成18年） | 20,028           | 204,785          | [ 上田 3 ]   |
| 2007年（平成19年） | 19,468           | 201,080          | [ 上田 3 ]   |
| 2008年（平成20年） | 16,744           | 171,109          | [ 上田 3 ]   |
| 2009年（平成21年） | 15,236           | 156,525          | [ 上田 3 ]   |
| 2010年（平成22年） | 12,000           | 123,625          | [ 上田 4 ]   |

## 駅周辺
- 日本オイルターミナル上田営業所
- 住友大阪セメント西上田サービスステーション
- 上田西高等学校[1]
- 上塩尻郵便局
- 国道18号
- 沓掛酒造（福無量）
- エスビー食品上田工場
- 千曲川（信濃川）
- 半過岩鼻（千曲川対岸）
- 道の駅上田 道と川の駅（千曲川対岸） - 徒歩約60分。

## スタンプ
- 西上田駅スタンプは、小県郡青木村にある大法寺の国宝三重塔。駅から最寄りの国宝文化財となっている。

## 隣の駅
しなの鉄道
■しなの鉄道線
□快速
通過
■普通
上田駅 - 西上田駅 - テクノさかき駅

### 記事本文